# Margaret Brennan
Margaret Brennan (Stamford, 26 marzo 1980) è una giornalista statunitense, conduttrice di Face the Nation su CBS News, conduttrice sostitutiva di CBS Evening News e principale corrispondente per gli affari esteri della rete.

## Biografia
Brennan è nata il 26 marzo 1980 a Stamford, nel Connecticut, da Edward Brennan e Jane Brennan, un'insegnante di arte e storia dell'arte di una scuola elementare nel distretto scolastico di Pennsbury, Pennsylvania. È di origini irlandesi. Brennan si è laureata con lode presso il Convento del Sacro Cuore di Greenwich, nel Connecticut, nel 1998. Ha poi frequentato l'Università della Virginia, laureandosi con il massimo dei voti nel 2002 con un Bachelor of Arts in affari esteri e studi mediorientali con una specializzazione in arabo. Nel 2015 ha ricevuto una laurea honoris causa in Lettere Umanistiche dall'Università del Niagara per il suo lavoro negli affari internazionali.

### CNBC
Brennan ha iniziato la sua carriera nel 2002 alla CNBC come produttrice per il noto giornalista finanziario Louis Rukeyser. Scriveva, faceva ricerche e prenotava ospiti per il programma settimanale Louis Rukeyser's Wall Street e gli speciali in prima serata. Brennan ha lavorato come produttrice in Street Signs with Ron Insana, per il quale ha coordinato le prenotazioni degli ospiti e prodotto interviste con l'ex presidente George W. Bush e l'ex segretario di Stato Colin Powell. Ha condotto interviste con l'ex CEO di Walmart Lee Scott e il primo ministro irlandese Brian Cowen.

### Bloomberg Television
Il 24 giugno 2009, Brennan ha lasciato CNBC per Bloomberg Television. A Bloomberg, ha condotto InBusiness with Margaret Brennan, un programma trasmesso in diretta dalla Borsa di New York nei giorni feriali, che copriva le principali notizie politiche, economiche e finanziarie. Durante il suo mandato, ha trasmesso in diretta da Riyadh, Dubai, Il Cairo, Londra, Dublino, Abu Dhabi e Davos. Si è occupata delle notizie dell'ultima ora sulla crisi del debito sovrano europeo, sul più grande caso di insider trading nella storia degli Stati Uniti e sul disastro ambientale della piattaforma petrolifera Deepwater Horizon. Ha condotto in diretta da piazza Tahrir quando Hosni Mubarak si è dimesso dopo 30 anni al potere. Inoltre, ha intervistato Christine Lagarde del Fondo Monetario Internazionale, l'investitore George Soros e l'ex primo ministro britannico Tony Blair, nonché il primo ministro irlandese e il sovrano di Dubai durante le loro rispettive crisi del debito.

### CBS News

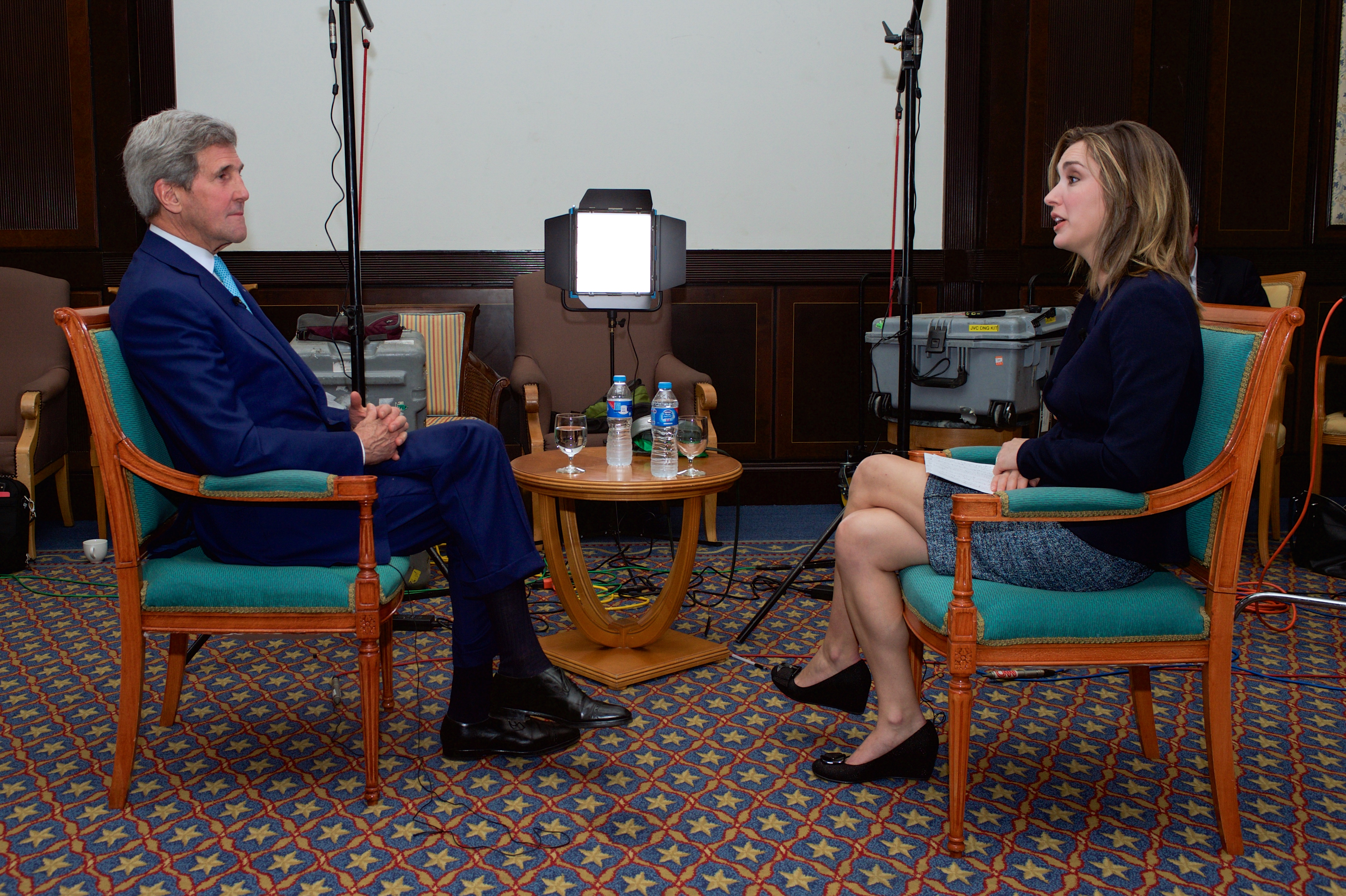
Brennan con il segretario di Stato John Kerry nel 2015

Brennan ha iniziato a lavorare per CBS News nel luglio 2012 e da allora vive a Washington. Ha riferito sulla Casa Bianca durante le amministrazioni Obama e Trump per i programmi della CBS ed è una conduttrice sostitutiva su CBS This Morning e CBS Evening News. Brennan ha fatto parte del team di CBS News che ha ricevuto l'Alfred I. Dupont-Columbia Award 2012-2013 per la copertura del massacro alla Sandy Hook Elementary School.
I reportage di Brennan l'hanno portata a Teheran, Baghdad, Kabul, Pechino e L'Avana. Si è occupata di negoziati diplomatici, tra cui l'accordo nucleare con l'Iran, l'accordo sulle armi chimiche in Siria e la riapertura delle relazioni con Cuba. Ha condotto la prima intervista negli Stati Uniti con la presidentessa sudcoreana Park Geun-Hye. È stata tra i primi giornalisti a intervistare Hillary Clinton sull'attacco a Bengasi del 2012. Dal 22 febbraio 2018 è conduttrice di Face the Nation, il programma di interviste politiche della domenica mattina della CBS, diventando la seconda donna a condurre il programma.

## Riconoscimenti
La rivista Irish America l'ha classificata come una delle migliori donne irlandesi americane e tra le prime 100 irlandesi-americane nel mondo degli affari e dei media. Nel 2003 è stata nominata una delle migliori giornaliste sotto i 30 anni dal gruppo NewsBios/TJFR.
Ha vinto un Emmy Award nella categoria "Outstanding News Special" per la copertura del massacro alla Sandy Hook Elementary School e ha ricevuto due nomination agli Emmy nella categoria "Outstanding News Analysis" per la copertura della pandemia di COVID-19 e delle relazioni Iran-Stati Uniti. Nel 2020 ha vinto un Wilbur Award dal Religion Communicators Council.

## Vita privata
L'11 aprile 2015, Brennan ha sposato Yado Yakub, avvocato siro-americano e Judge Advocate nel Corpo dei Marines degli Stati Uniti. Durante un'apparizione al The Late Show with Stephen Colbert, il 30 aprile 2018, ha annunciato di essere incinta del loro primogenito, un maschio, nato l'11 settembre 2018. Il 23 dicembre 2020, ha annunciato su Instagram di essere in attesa del secondogenito, un maschio, nato il 28 aprile 2021.